# أوليفر بوين
أوليفر بوين هو مهندس كندي، ولد في 21 ديسمبر 1942 في Amber Valley, Alberta ‏ في كندا، وتوفي في 2000 في كالغاري في كندا.